# Schloss Polheim (Wels)

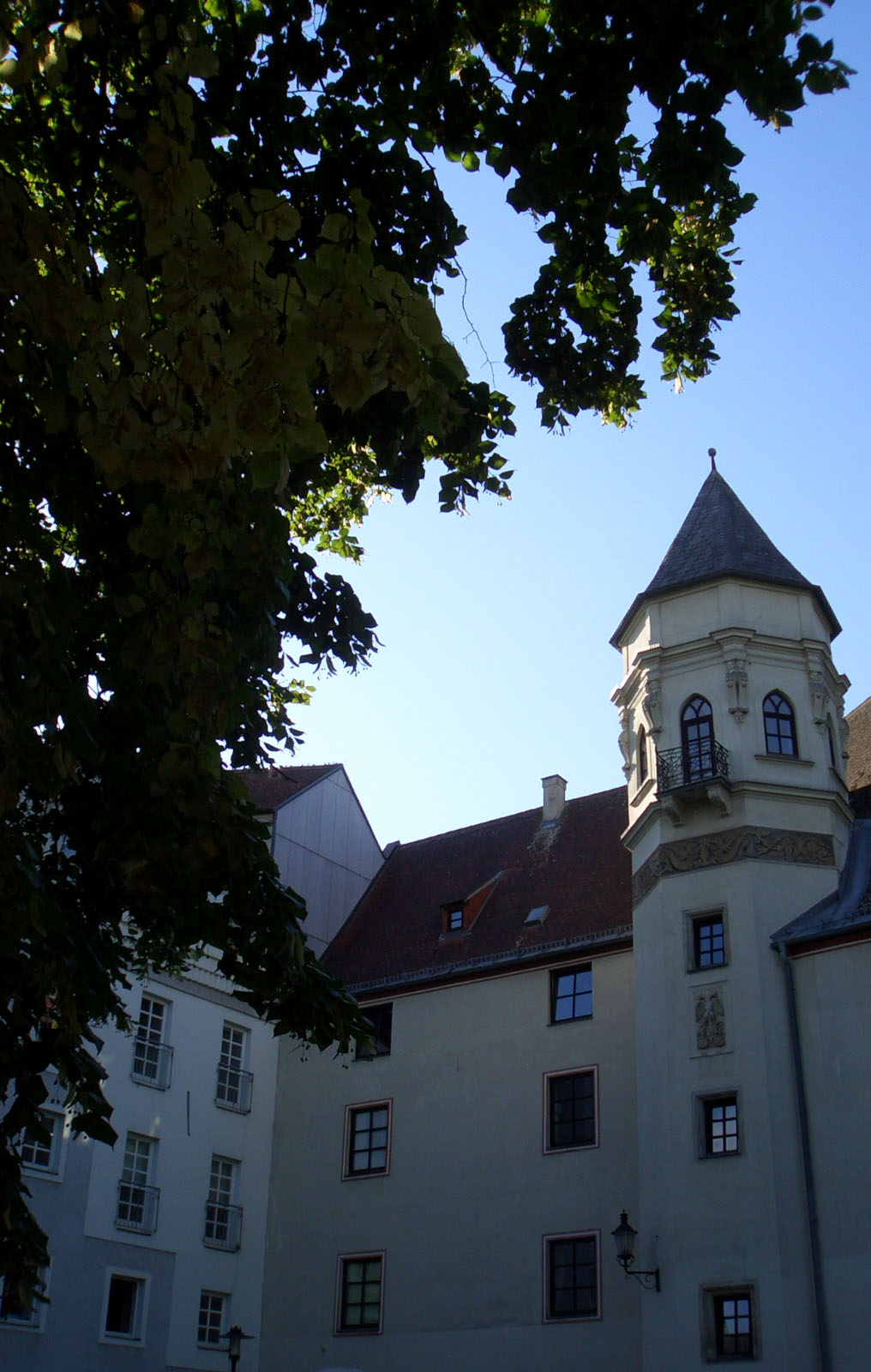
Außenansicht Schloss Polheim

Das Schloss Polheim, auch Schloss Pollheim, befindet sich in der Stadt Wels, der zweitgrößten Stadt Oberösterreichs und lässt sich auf das Adelsgeschlecht der Polheimer zurückführen. Das Schloss zählt zu den wichtigsten Sehenswürdigkeiten der Stadt Wels.

## Lage

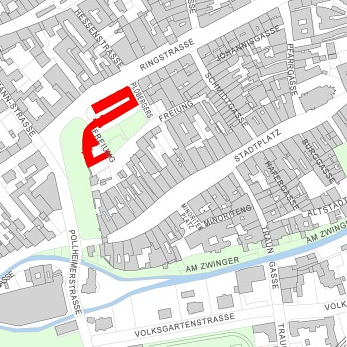
Schloss Polheim (mit dem Polheimerhof im Nordosten)

Ursprünglich befand sich das Polheimschloss gegenüber der landesfürstlichen Burg an der nordwestlichen Ecke der Stadtbefestigung. Zum Komplex der Polheimer zählten außerdem der Bereich bis zur Schmidtgasse im Osten der Stadt und im Süden der Bereich bis inklusive der Freiung. Der Meierhof (Gappenhof) und andere Grundstücke der Polheimer befanden sich gegenüber dem Schloss, außerhalb der mittelalterlichen Stadt. Der auf die heutige Ringstraße ragende Eingang war damals noch durch eine Zugbrücke und einen Graben, der 1875 zugeschüttet wurde, gesichert.
Heute befindet sich das Schloss, wenn auch in kleinerer Form am Beginn der Ringstraße und sein Innenhof blickt auf die Freiung. Außerdem umgibt der Polheimer Park, der sich außerhalb des Komplexes auf der Pollheimerstraße befindet, die übriggebliebenen Reste des Gebäudes.

## Architektur
Der mittelalterliche Schlosstrakt besitzt einen Turm im gotischen Stil, ebenso gotische Fensterumrahmungen und gotisches Wappen. An diesem Teil schließt der Renaissanceteil an. Sehenswert ist hier die Architekturplastik der Fenster. Im Innenhof befindet sich noch die ehemalige Schlosskapelle aus dem Jahre 1519 mit ihren spätgotischen Fenstern.
Ein Teil des Schlosses wurde im 17. Jahrhundert abgetragen – heute ist ein unregelmäßiger Bau aus zwei Flügeln im Stil der Spätrenaissance zu erkennen.

## Geschichte

### Polheimer Adelsgeschlecht
Das Schloss Polheim wurde zum ersten Mal 1237 urkundlich erwähnt, welches wahrscheinlich von dem einflussreichen Machthaber in Wels, Albero von Polheim, errichtet wurde. Die Polheimer waren ein aus Pollham bei Grieskirchen stammendes Adelsgeschlecht, welches um 1200 einen bedeutsamen Besitzkomplex in Wels erworben hat. Dieser Komplex wurde später durch den Bau der Stadtmauer durchbrochen.

### Baugeschichte

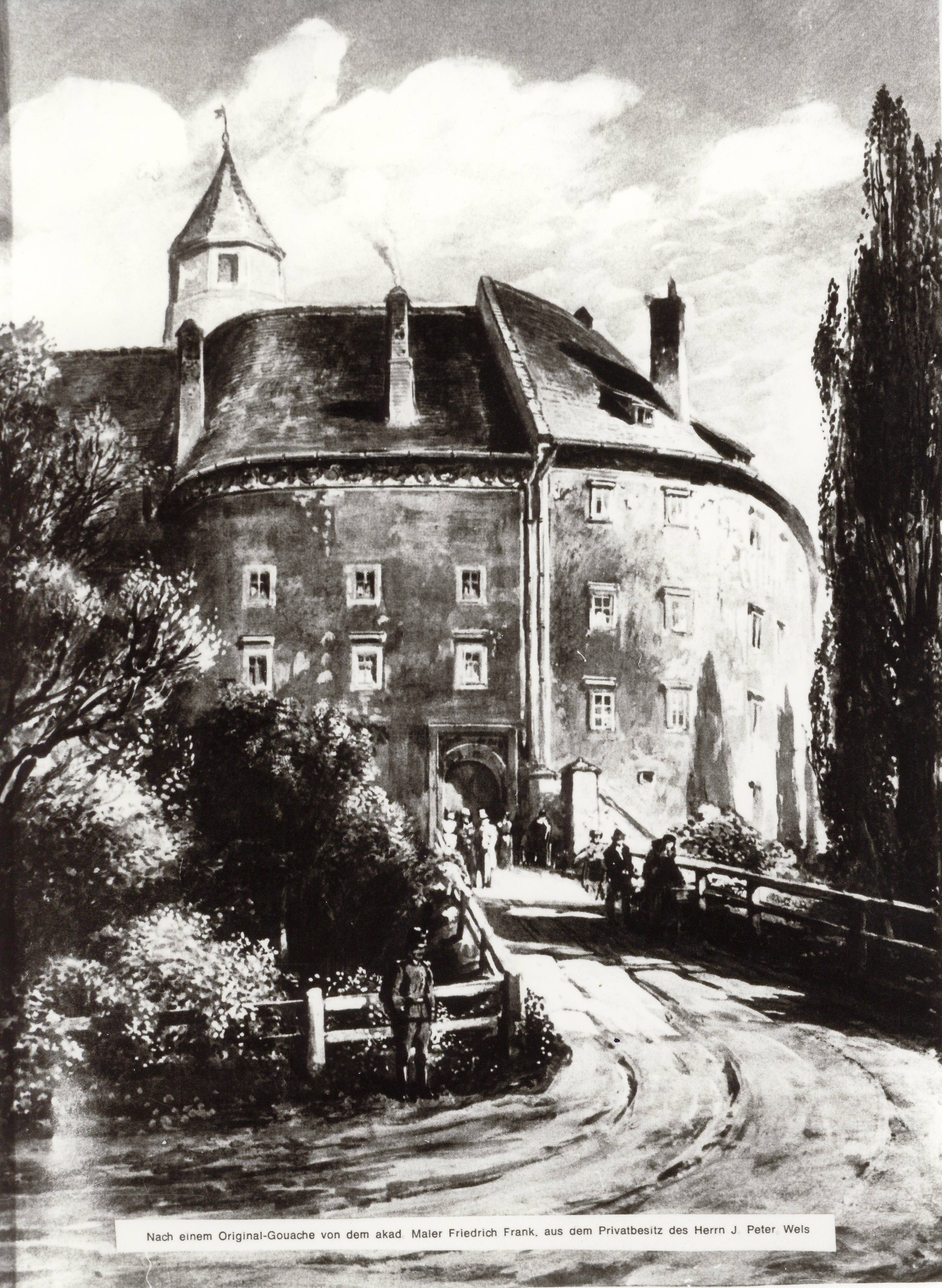
Schloss Polheim im 19. Jahrhundert

Die Entstehungszeit des Polheimer Schlosses dürfte sich mit der Erbauung des ehemaligen Minoritenklosters um 1280 etwa die Waage halten. Die Polheimer waren von ihren Stammsitz bei Grieskirchen nach Wels gekommen und errichteten ein Schloss mit Schlosskapelle, 24 Zimmer, 20 Kammern, 1 Stall, Altangang, 4 Küchen, 7 Keller, 10 Gewölben, 6 Getreidekästen, Stallungen mit 20 Pferden, 3 Wasserziehbrunnen, 1 aufgehender Fischbrunnen, 1 Brauhaus und Gärten.
Die Anfänge liegen in den Jahren 1530–1569, wo der Platz des Bruckstadls, des Kasten und der Rüstkammer an die Polheimer verkauft wurden. Die Stadt gab dem Adelsgeschlecht die Erlaubnis auch auf der Stadtmauer zu bauen. In den Jahren 1568/69 wurde mit Erlaubnis des Stadtherrn Kaiser Maximilian II. das Nordtor zum damaligen Stadtgraben ausgebrochen und errichtet. Am Gewölbe des Nordtores ist der Stadtmauerdurchbruch erkennbar.
Zwischen den Jahren 1704 und 1733 gab es zahlreiche Veränderungen am Schloss. Darunter fielen umfangreiche Dachreparaturen und Ausbesserungen im Brauhaus bei Kesseln und Pfannen (1704/1705), Anbringung eines Knopfes an der Decke des Uhrturms (1705), Ausbesserung einzelner Räume und im großen Stall (1707/1708/1712), Torreparaturen und neuer Torflügel (1711/1724), Eindeckung des Turmes (1733). Im Jahre 1741 erfolgten Ausbesserungen im Saal, unter anderem ein Getreidekasten für die Einlagerungen von Hafer, und Ausbesserungen der Brauhauspfanne. Auf kaiserlichen Befehl hin wurde der Saal im Schloss Polheim als Getreidemagazin vorgesehen.
1766 sollte die Brücke aufgrund der Bitte der Grabenhäuser über den Graben wiederhergestellt werden. 1768 wurde der eingefallene Saal zu Polheim wiederhergestellt. Zwischen den Jahren 1780–1825 gab es wieder zahlreiche Reparaturen und Baukosten. 1821 wurde ein Bauplan erstellt. 1830 verfiel die Burg, die Pauluskapelle diente als Hopfenmagazin und die übrigen Lokale als städtisches Bräuhaus.
1835 hatte die Stadt auf Befehl bis 1837 Zeit die Arreste im Schloss Polheim einzubauen. 1836 musste wegen Einsturzgefahr der Schultrakt abgetragen werden. 1841 wurde eine Dezimalwaage statt der städtischen Heuwaage gekauft.
Im Jahre 1842 war der Arrestlokalbau noch immer nicht durchgeführt. 1847 gab es die Stadtbrauerei in Gewölben neben dem Tor im Erdgeschoß und die Wappen sind im Polheimer Schloss noch sichtbar. Das Schloss hatte damals drei Türme, wobei der höchste Turm durch einen Blitzschlag zerstört wurde.
Zwischen 1878 und 1966 kam es zum Abbruch vieler Teile des Schlosses unter anderem die östliche Hälfte des Schlosses die danach durch Wohnbauten ersetzt wurde. Auch zwischen dem Torbau und dem Schlossteil entstanden Wohnkomplexe die noch heute verwendet werden. Außerdem wurde das Wirtschaftsgebäude, jener Teil östlich der Hessenstraße abgebrochen. Somit blieben nur noch der letzte Teil des Nordflügels und der Ostflügel mit dem Eingang von der Freiung aus erhalten.

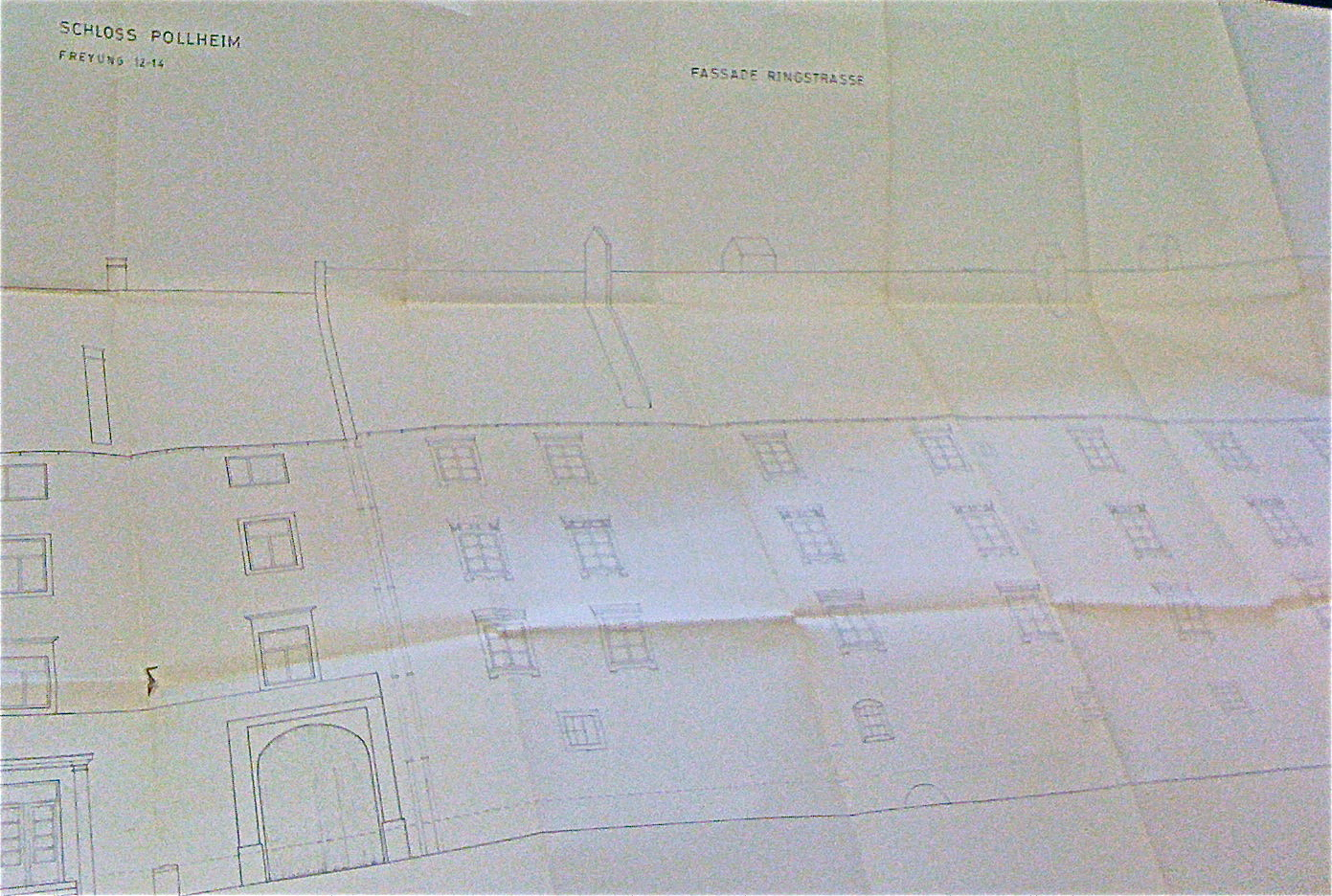
Schloss Polheim, Zeichnung der Fassade zur Ringstraße

### Umbauten

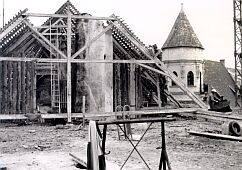
Schloss Polheim, Umbau im 19. Jahrhundert

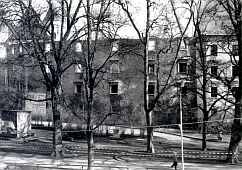
Schloss Polheim, alte Aufnahme der Fassade zur Ringstraße

Man spricht in dem Zusammenhang mit Umbauten von 3 großen Bauperioden die im Wesentlichen zu dem heutigen Aussehen beitragen.
In die Entstehungszeit fällt jener Teil des Schlosses der heute von der Ring- und Pollheimerstraße sein Aussehen zeigt. Die Außenmauer (ehemalige Stadtmauer) zeigt heute noch ihre Funktion als Wehranlage. Aufgrund der Schlitzscharten, die für Bogen und Armbrustschützen gebraucht wurden, muss der erste Umbau im Zeitalter vor der Einführung der Feuerwaffe liegen, da sonst die Schlitze irgendeine Veränderung aufzeigen müssten. Nach der ersten Erbauung und ersten Umbau in der ersten Bauperiode erfolgte die Aufstockung des alten Traktes (heute Freiung 13 14 16). Die Aufstockung des Kapellenflügels schreibt man einer späteren Bauperiode hinzu. Dieser konnte die Fensterlaibungen und Steinrosetten bewahren.
Der Querflügel mit der gewölbten Durchfahrt und der angrenzende Saalbau (an Ringstraße angrenzend) mit seinem Treppenturm erfolgten in der letzten Umbauperiode.
Für den Denkmalschutz sind bislang Arbeiten an den Häusern Freiung 12 und 18 des Schlosses Polheim durchgeführt worden. Bei Nummer 18 wurde im Jahre 1975 das Dach restauriert, das dann Nummer 12 im selben Stil auch durchgeführt wurde. Die Restaurierungsarbeiten konnten im Jahr 1976 abgeschlossen werden. In den folgenden Jahren wurden kleine Arbeiten und Erneuerungen durchgeführt, wobei ein neuer Komplex auf Teil des Schlosses gesetzt wurde.

### Eigentümer
Bis vor 70 Jahren gehörte Schloss Polheim in Wels allen drei Polheimer Linien. Durch den Verzicht der Wartenburger und Leibnizer Linie kam es zur Übertragung an die Burg Wels, der Welser Linie unter Sigmund Ludwig von Polheim. Gemeinsamkeiten blieben jedoch bestehen unter anderem die Freiung in Wels und die Lehen, die aus dem Erbe der Herren von Tann hervorgingen.
Im Jahre 1630 kam es aufgrund von Schulden der Polheimer zur Auflösung ihres Besitzes in und um Wels.
Durch Wolf Philipp Unverzagt kam das Schloss in die Hände der Freiherren Spindler, welche es 1695 an die Stadt Wels vertauschten.
Im Jahre 1695 ging das Schloss an den Besitz der Stadt Wels durch den Verkauf von Johann Philipp Baron Spindler und Irnharting und Wildenstein. Laut Angaben von Archiven Städte und Märkte wurde das Schloss am 28. Juni 1838 mit einem geschätzten Wert von 13 184 fl erzielt. Ein Teil blieb in den Händen der Stadt, die anderen Teile gingen an Wolfgang Tiefenthaler (Besitzer der Herrschaft Pernau in Wels), Stefan Radlegger (Zimmermann), Josef Freund (Kaufmann) und Michael Kierner (Brauer). 1842 kaufte die Stadt den Teil von Stephan Radlegger für den Bau einer Fronfeste zurück. 1847 kaufte Pummerer den Brauhaustrakt zurück. 1938 beschloss die Stadt Teile des Schlosses zu verkaufen. Heute gehört der Teil des Gebäudes, wo sich die Landesmusikschule befindet, der Stadt Wels und der andere Teil einem Investor.
| Mieter im Schloss                                                   | Jahr       |
| ------------------------------------------------------------------- | ---------- |
| Andre Paumgarttner, lat. Schulmeister                               | 1700–1703  |
| Stolz, Schulmeister                                                 | 1700–1703  |
| Samuel Abtemayr, Arzt                                               | 1705–1710  |
| (Joh.) Ignaz Stocker, Schulmeister                                  | 1711–1740  |
| Mathias Stocker, alter Schulmeister                                 | 1725–1728  |
| Franz Perger, Schulmeister                                          | 1741–1745  |
| Karl Steiner, Orgelmacher                                           | 1782–1792  |
| 4 Monturmagazine, Proviantbäckerei und Bäckerwohnung der Landschaft | 1782–-1792 |

## Allgemeines
Durch zahlreiche Umbauten und die Zerstörung von einzelnen Teilen wurde die mittelalterliche Anlage völlig verändert.
Eine Tafel neben dem Portal an der Nordseite des Schlosses erinnert daran, dass im Jahre 1513 der bekannte Nürnberger Meistersinger Hans Sachs als Schusterlehrling in Wels vorübergehend gelebt hat. Er gehörte damals zu den bekanntesten Meistersingern der Welser Meistersinger Schule. Hier soll auch sein erstes Gedicht entstanden sein.

### Einrichtung
Die Polheimer verwendeten das Schlossgebäude für die verschiedensten Zwecke. Diese reichten von einem Soldatenquartier über ein Getreide und Hopfenmagazin und einer städtischen Bierbrauerei bis hin zu Arrest, verschiedene Theateraufführungen und Wohnräumen.
In den Räumen des Schlosses ist heute neben Mietwohnungen die Musikschule des Landes Oberösterreich untergebracht.
Lateinschule
Bereits im hohen Mittelalter existierte in Wels eine Schule. Aus einer Urkunde aus dem Jahre 1273 geht der Name "Rudegerus Scholasticus" hervor, der übersetzt Pfarrschulmeister bedeutet. Anfang des 16. Jahrhunderts lag ein Schulhaus zwischen Pfarrhof und Pfarrgasse. Jenes Gebäude wurde 1512 zu einer baulichen Einheit zusammengefasst und wurde zunächst als Mesnerhaus oder Benefiziatenhaus und ab dem 17. Jahrhundert als "Chorregentenhaus" bezeichnet. 1560/61 wurde das Gebäude durch ein Feuer vollständig zerstört.
1564 wurde die Schule neu errichtet und bekommt die Bezeichnung "die lataynisch schuel alhie". Von 10. Januar 1610–1624 nach Ausweisung des evangelischen Schulmeister gehörte das Haus Bäckergasse 6 und das im Jahre 1676 abgebrannte Haus Nr. 4 der Stadt für die Lateinschule. Zur Zeit der Gegenreformation wurden die evangelischen Lateinschulen immer seltener jedoch dauert der lateinische Unterricht an. Zur Jahrhundertwende kam es zum Übergang zum Privat Unterricht und von einer öffentlichen Lateinschule war kaum mehr Rede. Ausnahme war die Genehmigung 1696 für Andre Paumgartner "ein lat. Schuel alhie" zu halten mit der Bedingung die besagt, dass er nur eine lateinische nicht aber eine deutsche Schule halten dürfe. Der Unterricht findet in einem Zimmer im Schloss Polheim statt.
Hauptschule
1783 wird eine Hauptschule im Schloss Polheim für beide Geschlechter bestehend aus 4 Schulzimmer im Schloss und 4 Klassen eröffnet. Der erste Lehrer und Schuldirektor war Joseph Leibetseder.
Im Jahre 1810 kam es durch Felix von Froschauer zur Trennung von Mädchen und Buben. Die Mädchen wurden neben der Stadtpfarrkirche im "Regens chori-Haus untergebracht. Eröffnung der Mädchenschule (Pfarrgasse 25), die der Stadtgemeinde gehörte, fand zu Ostern 1811 statt.
Im Jahre 1825 kam es zum Ankauf des neuen Hauptschulgebäudes für Buben am Stadtplatz 39 / Freiung 3 (Stadt 129) vom Schulfonds und ab 1. Oktober 1851 wurde die Unterrealschule mit einer Schulstufe untergebracht. Diese konnte von den Knaben nach Absolvierung der Hauptschule besucht werden.
Volks und Bürgerschulen
1929/30 befanden sich diese Schulen im Hause Stadtplatz 39. Nachfolgeschulen dieser Volks- u. Bürgerschulen befinden sich in der Rainerstraße 5, die heutige Volks- u. Hauptschule.
Brauerei
| Brauer                                   | Jahr       |
| ---------------------------------------- | ---------- |
| Ursula Ernleutner                        | 1639       |
| Sebastian Schwarzengrueber               | 1654       |
| Balthasar Froschauer                     | 1686       |
| Michael Glezl                            | 1691       |
| Balthasar Mösserer und Hans Georg Pilati | 1699–1701  |
| Georg Feichtner                          | 1702–1707  |
| Joh. Adam Pichler                        | 1707–1740  |
| Pichlers Erben                           | 1740–1785  |
| Josef Schorner, Karl Stolz               | 1785–1787  |
| Gottfried Lang, Joh. Adam Binder         | 1806       |
| Jos. Obermüller                          | 1810       |
| Michael Kierner                          | 1838–1845  |
| A G Pummerer                             | – ca. 1880 |

Die Brauerei entstand wohl in der Zeit, in der das Stadtschloss den Polheimern gehörte. Im Zeitraum zwischen 1632 und 1695 war es im Besitz von Hans Paul, Johann Ignaz und Johann Philipp Spindler auf Irnharting und Wildenstein. Für die bürgerlichen Leute und Wirte war der Ausschank im Schloss ein Dorn im Auge. Im Jahre 1616 wurde das Weinschenken eingestellt und im 17. Jahrhundert lief ein Verfahren gegen Spindler wegen des Bierausschankes vom Fass in der Schlossbrauerei. Am 25. August 1695 wurde ein Vertrag über den Besitzerübergang des Schlosses an die Stadt abgeschossen. Um hohe Einnahmen zu bewirken, wurde damals durch die stark verschuldete Stadt das Bräuhaus und die Meierei verpachtet und die Zimmer im Schloss vermietet. Bis zum Jahre 1838 blieb die Brauerei im Besitz der Stadt bis bei einer Versteigerung des ganzen Schlosses die Brauerei an Michael Kierner, einen Brauer in Aigen ging, welcher diese 1847 an A. G. Pummerer verkaufte. Zwischen 1873 und 1878 ging die Brauerei dann an Johann Ploberger, der den Betrieb in den achtziger Jahren einstellte.
Über die Lage der Brauerei ist ein Plan vorhanden der aber nicht vollständig ist. Bekannt ist aber, dass der abgerissene Schlosstrakt sich im Ausmaß an den heute noch bestehenden Teil mit dem Liedertafelsaal nach Osten erstreckt und an das heute noch bestehende Haus Freiung Nr. 8 anschließt, welches früher den Ostflügel der Schlossanlage bildete. Östlich der Durchfahrt, die über den Graben zum Schlosshof führte, waren die Bierschank, das Brauhaus und die Lagerräume, welche bis hin über die heutige Plobergerstraße eereichbar waren. Der heutige Aufgang zum Liedertafelsaal war früher der Aufgang zur Brauerwohnung.

## Polheimerhof
An der Ringstraße (hauptsächlich an der Stelle des wenige Jahre zuvor zugeschütteten Grabens) wurde 1878 nach Vorbild des Heinrichshofs (Wiener Ringstraße gegenüber der Oper von Heinrich Ferstel) der Polheimerhof errichtet, der an das Schloss anschließt und Teile davon einschließt. Bauherr war Johann Ploberger, ein Bauunternehmer. Der Polheimerhof ist ein groß dimensionierter Bau mit 18 Fensterachsen, der bis zu Plobergerstraße reicht. Im Osten konnte man den Durchbruch durch die Polheimer Stallungen erreichen, womit ein Zugang zu Freiung geschaffen wurde.
Die Anlage ist durch einen Mittelrisalit und zwei turmartige Eckrisalite gegliedert und weist plastisch ausgestattete Fassaden auf. Unter anderem befand sich darin das Postamt das 1961 am Kaiser-Josef-Platz neu erbaut wurde.